# Notheme angellus
Notheme angellus är en fjärilsart som beskrevs av Hans Ferdinand Emil Julius Stichel 1910. Notheme angellus ingår i släktet Notheme och familjen Riodinidae. Inga underarter finns listade i Catalogue of Life.